# ارماندو مرودیو
ارماندو مرودیو (انگلیسی: Armando Merodio; ۲۳ اوت ۱۹۳۵ – ۲۱ ژوئن ۲۰۱۸) بازیکن فوتبال اهل اسپانیا بود.
از باشگاه‌هایی که در آن بازی کرده‌است می‌توان به باشگاه فوتبال رکریتیوو اوئلوا، باشگاه فوتبال اتلتیک بیلبائو، و باشگاه فوتبال رئال مورسیا اشاره کرد.
وی همچنین در تیم ملی فوتبال زیر ۱۸ سال اسپانیا بازی کرده‌است.